# Patricio Toledo
Patricio Armando Toledo Toledo (* 14. Juli 1962 in Santiago de Chile) ist ein ehemaliger chilenischer Fußballtorwart. Er spielte lange Zeit bei Universidad Católica und ist 19-maliger Nationalspieler. Mit der U-23-Nationalmannschaft nahm er an den Olympischen Spielen 1984 teil.

## Vereinskarriere
Patricio Toledo spielte den Großteil seiner Karriere für Universidad Católica. Er gewann 1984 die chilenische Meisterschaft sowie dreimal die Copa Chile. Sein persönlich erfolgreichstes Jahr war 1991, als er in Südamerikas Team des Jahres gewählt wurde. Bei der Copa Libertadores 1993 erreichte der Nationaltorhüter das Finale, wurde dort aber nicht eingesetzt. Dadurch, dass Copa-Libertadores-Sieger FC São Paulo auf die Teilnahme an der Copa Interamericana verzichtete, spielte und gewann Toledo mit den Cruzados das Endspiel 1994 gegen Deportivo Saprissa. Die letzten Jahre seiner Karriere verbrachte er bei Deportes Temuco, den Santiago Wanderers und Coquimbo Unido.

## Nationalmannschaft
Mit der U-23-Nationalmannschaft spielte Patricio Toledo bei den Olympischen Spielen 1984 in Los Angeles. Chile kam als Gruppenzweiter hinter dem späteren Sieger Frankreich ins Viertelfinale und schied dort in der Verlängerung gegen Italien aus.
In der A-Nationalmannschaft Chiles absolvierte Toledo sein erstes Länderspiel im April 1991 beim Freundschaftsspiel gegen Mexiko. Toledo spielte bei der Copa América 1991 alle sieben Spiele. Chile wurde in der Finalrunde Turnierdritter. Auch bei der Copa América 1993 absolvierte Toledo alle Spiele Chiles, jedoch war nach der Gruppenphase trotz des 3:2-Erfolgs über Brasilien das Turnier für den Andenstaat vorbei. Sein letztes Länderspiel absolvierte der 1,84 m große Schlussmann im Mai 1994 beim Freundschaftsspiel gegen Argentinien.

## Erfolge
Universidad Católica
- Chilenischer Pokalsieger: 1983, 1991, 1995
- Chilenischer Meister: 1984
- Sieger der Copa Interamericana: 1994